# Birgittaskolan, Stockholm
Birgittaskolan var en mode- och textilskola, grundad i Stockholm 1910 av Elisabeth Glantzberg och Emy Kylander, den första mode- och textilskolan i Sverige.
1913 uppdelades den i två skolar, av vilka Eliabeth Glantzberg fortsatte sin verksamhet under namnet Birgittaskolan, medan Emy Kylander startade Sankta Birgittaskolan. Glantzberg startade 1920 även Göteborgs Birgittaskola.